# Odivelas (stație de metrou din Lisabona)
Odivelas este stația terminus din nordul liniei galbene a metroului din Lisabona. Stația este situată între străzile Prof. Doutor Egas Moniz, José Gomes Monteiro și Almeida Garrett, în localitatea Odivelas, la nord-vest de centrul Lisabonei, și permite accesul la mănăstirea São Dinis.

## Istoric
„Odivelas” a fost inaugurată pe 27 martie 2004, în același timp cu Senhor Roubado, Ameixoeira, Lumiar și Quinta das Conchas, odată cu extinderea liniei galbene a metroului către Odivelas.
Proiectul original al stației aparține arhitectului Paulo Brito da Silva, iar decorațiunile aparțin artistului plastic Álvaro Lapa.
Precum toate stațiile mai noi ale metroului din Lisabona, „Odivelas” este echipată pentru a deservi și persoanele cu dizabilități locomotoare, dispunând de lifturi și scări rulante pentru ușurarea accesului la peroane.

## Legături

### Autobuze preorășenești

#### Rodoviária de Lisboa
- 001 Odivelas (Metrou) - circulație via Casal do Chapim
- 003 Odivelas (Metrou) - circulație via Arroja
- 206 Pontinha (Metro) ⇄ Senhor Roubado (Metrou) via Serra da Luz
- 207 Odivelas (Metrou) - circulație via Sete Castelos
- 208 Arroja - circulație via Odivelas (Metrou)
- 209 Arroja - circulație via Patameiras (Centro Comercial)
- 211 Odivelas (Metrou) ⇄ Ramada (Bairro dos Bons Dias)
- 214 Odivelas (Metrou) ⇄ Casal da Paradela
- 225 Odivelas (Metrou) ⇄ Loures (Spitalul Beatriz Angelo)
- 228 Pontinha (Metro) ⇄ Jardim da Amoreira
- 229 Odivelas (Metrou) - circulație via Colinas do Cruzeiro
- 230 Odivelas (Metrou) ⇄ Casal de Cambra (Centro de Saúde)
- 235 Odivelas (Metrou) ⇄ Casal da Paradela
- 237 Odivelas (Odivelas Parque) - circulație via Odivelas (Metrou)
- 238 Odivelas (Metrou) ⇄ Loures (IKEA)
- 240 Olival Basto - circulație via Póvoa de Santo Adrião
- 335 Lisabona (Campo Grande) ⇄ Bucelas via Fanhões
- 337 Lisabona (Campo Grande) ⇄ Tojal
- 365 Odivelas ⇄ Loures (Centro Comercial)
- 901 Lisbona (Campo Grande) ⇄ Caneças (Escola Secundária)
- 905 Pontinha (Metro) ⇄ Odivelas (Metrou) via Serra da Luz
- 913 Odivelas (Metrou) ⇄ Caneças (Escola Secundária) via Patameiras
- 916 Odivelas (Metrou) - circulație via Casal Novo
- 925 Odivelas (Metrou) ⇄ Loures (Spitalul Beatriz Angelo) via Jardim da Amoreira
- 926 Odivelas (Metrou) ⇄ Arroja
- 931 Lisabona (Campo Grande) ⇄ Pontinha (Metro) via Centro Comercial
- 934 Odivelas (Metrou) ⇄ Montemor[5]